# Mikel Arruabarrena Aranbide
Mikel Arruabarrena Aranbide (Tolosa, 9 de febrer de 1983) és un exjugador de futbol professional basc que jugava en la posició de davanter centre. Posteriorment fa d'entrenador de futbol.

## Carrera esportiva
Arruabarrena va començar a jugar en el principal gegant del futbol basc, l'Athletic Club, i posteriorment marxà al CA Osasuna, però mai va debutar amb el primer equip de cap dels dos. Entre el 2006 i el 2008 va jugar a la Segona Divisió amb el Xerez CD i el CD Tenerife, amb un èxit relatiu.
L'estiu de 2008 Arruabarrena va ser traspassat al Legia Varsòvia polonès, juntament amb Iñaki Descarga i Iñaki Astiz. En qualsevol cas, el gener de l'any següent va ser cedit a la Sociedad Deportiva Eibar, que llavors jugava a Segona Divisió, tot i que no va poder impedir que l'equip descendís aquella temporada 2008-09.
Aquell estiu, Arruabarrena va rescindir el contracte amb el Legia, passant a pertànyer íntegrament a l'Eibar, competint amb l'equip basc quatre temporades a la Segona Divisió B. El 12 de desembre de 2012 va marcar el gol decisiu per eliminar a l'Athletic de Bilbao i passar a la següent ronda de la Copa del Rei (1-1 a San Mamés.
L'Eibar va aconseguir el primer ascens a la Primera Divisió de la història del club, la temporada 2013-14. Arruabarrena va debutar a la primera categoria del futbol espanyol el 24 d'agost de 2014, jugant els 90 minuts en una victòria per 1-0 de la primera jornada de competició, que va enfrontar l'Eibar amb la Reial Societat a l'Estadi Municipal d'Ipurua, i que es va resoldre gràcies a un gol de falta de Javi Lara.

## Palmarès
SD Eibar
- Segona Divisió (1): 2013–14